# Irregular Around the Margins
"Irregular Around the Margins" 57. je epizoda HBO-ove televizijske serije Obitelj Soprano i peta u petoj sezoni serije. Napisali su je Robin Green i Mitchell Burgess, režirao Allen Coulter, a originalno je emitirana 4. travnja 2004.

## Radnja
Tony odlazi u bolnicu kako bi uklonio sumnjivu kvržicu s čela. Uklonjena kvržica biva poslana na analizu, a kasnije se saznaje da je to bio benigni ljuskasti rak kože. Tony kasnije slaže Carmeli kako je udario glavom o ormarić. Adriana odlazi liječniku zbog gastroentoroloških problema koji su se pojavili zbog stresa kojeg proživljava radeći kao doušnica. Nakon što je liječnik upita o mogućim stresovima u životu, ona izmisli priču kako bi prikrila pravu.
Tony provodi sve više vremena u Crazy Horseu, a samim time i s Adrianom. Christopher se nalazi izvan grada jer riješava posao krijumčarenja cigareta, Tony i Adriana u nekoliko navrata ostaju sami u uredu njezina kluba, gdje Tony također obavlja "posao". Par se zbližava zbog nedavnih zdravstvenih i obiteljskih problema te zajednički uzimaju kokain. Tijekom partije pikada, Adriani ispadne nekoliko strelica i ona se sagne kako bi ih pokupila. Dok joj Tony pomaže, doživljavaju trenutak seksualne napetosti koji prekidaju Phil Leotardo i Joey Peeps koji su stigli na sastanak. 
Tony, koji se vratio na terapiju, razgovara o svojim osjećajima za Adrianu s dr. Melfi te kaže kako je Adriana vrsta žene s kojom bi mogao zasnovati novu obitelj. Shvaća koliko bi se komplikacija pojavilo ako bi pokušao početi vezu s njom; ne samo između njega i Carmele, nego i Christophera. Dr. Melfi pohvali Tonyja zbog te psihološke "prekretnice". Ona predstavlja napredak, razmišljenje o posljedicama svojih poteza i kako će se oni odraziti na one koje voli, a ne impulzivno djelovanje po osjećajima.
U međuvremenu, dok ju kontakt iz FBI-a pritišće da otkrije i kaže im gdje je Christopher otišao, Adriana s agenticom Sanseverino razgovara o svojim osjećajima za Tonyja. Sanseverino suosjeća i shvaća zašto Adrianu privlači Tony, uključujući to da je "nekako privlačan" i "alfa mužjak". Spominje i što bi se moglo dogoditi ako Christopher sazna. No, Sanseverino se tijekom ručka u FBI-u pred svojim kolegama i prijateljima naruga Adriani zbog toga što ju privlači Tony. 
Jedne noći, Tony i Adriana odlučuju se u dva ujutro odvesti u Dover kako bi kupili kokain od dilera poznatog Adriani. Tonyja, koji vozi, omete čavrljanje i obostrana neverbalna seksualna privlačnost. Na Adrianin užas, on skrene kako bi izbjegao rakuna na cesti i prevrne svoj SUV na vozačevu stranu. Tony kasnije biva otpušten iz bolnice s lakšim ozljedama. Adriana je prošla mnogo gore, s nekoliko modrica i ozljedom glave. Tony predloži da smisle lažnu priču zašto su bili sami u dva ujutro blizu Dovera. 
Nakon dovršetka svog unosnog krijumčarskog posla, Christopher od svoje ekipe doznaje za nesreću. Isprva ga muči zašto bi se Tony i Adriana vozili zajedno u dva ujutro. Kako bi pred ekipom sačuvao obraz, izmisli priču kako Tony ima bolesnog rođaka blizu mjesta nesreće te se vrati u New Jersey. 
Vozeći kasnije Adrianu kući, Christopher je bijesno ispituje što je radila nasamo s Tonyjem. Adriana mu ispriča lažnu priču o odlasku u zalogajnicu; Christopher joj ne vjeruje. U Bada Bingu, Tony, čiji se niz psihičkih nesreća nastavlja, štapićem za koktel čisti pseći izmet s cipele. Predajući Christopheru štapić da ga baci, ispriča mu lažnu priču o hrani i skrene razgovor na Christopherovu sebičnost i pogrešno sumnjičenje. Kaže mu kako bi trebao biti sretan da je "komad, desetka" kao Adriana s nekim tko je "u najbolju ruku prosjek". Tony se zakune na svoju djecu da se ništa ne događa.
U međuvremenu, cijela Tonyjeva ekipa, uključujući Strica Juniora, nanovo prepričava nesreću. Svakim pričanjem detalji postaju slikovitiji. FBI načuje što se dogodilo i povjeruje u iskrivljenu verziju. Christopher postaje predmet sprdnje. Christopher odlazi u Satriale's, gdje ugleda Vita Spataforea i neke druge kako se smiju na priču. Christopher, koji je samo čuo smijeh i želi čuti što je smiješno, postaje frustriran zbog nespremnosti ostalih da podijele šalu. Razbjesni se i baci sendvič na Vita, koji je sada kapetan i samim time njemu nadređen. Vito ustaje kako bi uzvratio, ali ga ostali obuzdavaju. Christopher kasnije dolazi kući i počne vikati na Adrianu (koja je u međuvremenu skinula ovratnik) te daviti je. On je čuo iskrivljenu priču kako je Adriana Tonyju priuštila oralni seks te vjeruje da je to uzrok nesreće. Nakon što ju je ponovno napao i počeo daviti, ona priznaje kako su Tony i ona išli dileru, ali inzistira da se među njima ništa nije dogodilo. Christopher je zatim prebije, dvaput je opalivši po već ozlijeđenoj glavi. Zatim je za kosu izvuče iz stana, rekavši kako je više ne želi vidjeti. Nekoliko trenutaka kasnije, prekida svoju apstinenciju nagrnuvši votku iz boce nakon što je u Adrianinoj torbici potražio drogu. Tony Blundetto kasnije upozorava Tonyja da je Christopher bio pijan u Belleville Tavernu i naglas govorio o situaciji. Tony kaže da Christopher zna gdje ga može naći i kaže Blundettu da mu to i kaže ako ga vidi.
Nakon što Tony A.J.-u donese pizzu, Carmela je već čula najgore verzije priče te se suoči s njim u predvorju. Ona je povjerovala u nju zbog Tonyjeve preljubničke prošlosti te je ljuta na njega zbog načina na koji će se sve odraziti na obitelj. Kaže Tonyju da ga ne može ni pogledati te mu baci pizzu pod noge, okrene se i ode. Tony u inat ostavlja pizzu nasred predvorja. Nekoliko trenutaka kasnije vraća se te je uzima sa sobom.
Reagirajući na Tonyjev izazov, pijani Christopher upadne na parikiralište Bada Binga u svojem Hummeru H2, tražeći Tonyja. Isprazni spremnik svog pištolja u vozilo na parkiralištu koje izgleda kao Tonyjev stari Chevy Suburban i upadne u prepuni noćni klub, uperivši pištolj u Tonyjevu smjeru. Izbacivači ga ubrzo svladavaju dok Christopher viče kako Tony može biti sretan da je "ostao bez municije". Tony i njegova ekipa odvode Christophera do napuštene ceste gdje ga Tony nekoliko puta udari i ošamari te se priprema ubiti ga ako ne prihvati njegovu priču o tome što se dogodilo između njega i Adriane. Nespreman povjerovati mu, Christopher kaže kako ga je poslao u Sjevernu Karolinu kako bi mu preoteo djevojku. Tony demantira da mu je to uopće palo na pamet. Christopher čeka da Tony opuca. Tony B. upadne s planom kako uvjeriti Christophera u istinu.  
Christopher i dva Tonyja odlaze liječniku koji je primio Tonyja i Adrianu u noći nesreće. Tonyji žele uvjeriti Christophera da je Tony govorio istinu i da nije bilo oralnog zadovoljavanja. Suptilno mu zaprijete nasiljem ako ne počne surađivati. Sa svojim znanjem ljudske anatomije "ovjerenog fizikalnog terapeuta", Blundetto uspijeva liječnika da potvrdi da je Adriana tijekom nesreće morala biti vezana sigurnosnim pojasom te tako u vrijeme nesreće nije mogla biti uključena u fizički dodir s Tonyjem. Tony pokuša platiti liječniku za njegovu pomoć, ali ovaj ne prihvaća i odlazi iz auta s gađenjem. Christopher povjeruje, ali još uvijek biva uznemiren. Svi drugi misle kako je lažna priča istina, ali ga Tony upita zašto mari za ono što ljudi misle, jer on zna istinu. Christopher kaže kako mora živjeti u svijetu onoga što ljudi misle, izgledajući kao budala i izlazi iz auta frustriran.
Tony prepriča događaje (odnosno njihovu iskrivljenu verziju) dr. Melfi tijekom terapije. Kaže: "Znaš što? Mogao sam je i poševiti. Hvala."
Tony uspijeva uvjeriti Carmelu da se ništa nije dogodilo s Adrianom, slagavši usput kako nije uzimao drogu kad mu Carmela kaže kako ga je Meadow vidjela u Crazy Horseu "razvaljenog". Tony pokuša skrenuti krivnju, rekavši kako ni Carmela nije svetica, zamagljena referenca na Carmelino koketiranje s Furiom Giuntom. Carmela, zgađena, okrene se kako bi otišla, ali je Tony grubo zaustavi. Upita je da li vjeruje kako bi on nešto pokušao s Adrianom, djevojkom koja će uskoro postati član njihove obitelji. Dobiva odgovor frustrirane tišine. Zatim je zamoli za pomoć u "izglađivanju situacije zbog djece i obitelji", na što Carmela prigovori kako ga mora izvući.
Agentica Sanseverino pritišće Adrianu i htjela bi više informacija o Tonyju, ali se šokira vidjevši njezino izudarano lice. Adriana je uvjerava kako je većina modrica posljedica nesreće. Sanseverino još uvijek vjeruje u iskrivljene priče o Adriani i Tonyju te želi da Adriana iskoristi njihovu vezu kako bi izvukla informacije. Ako ne, mogli bi ishodovati sudski nalog za prisluškivanje Crazy Horsea. Adriani se ideje nimalo ne sviđaju; počne vikati na agenticu i krene izaći iz auta. Sanseverino, vjerojatno iz istinske zabrinutosti, kaže kako je to sindrom zaštite njezina ugnjetavača. Adriana počne braniti Christophera rekavši kako bi ubila ženu koja bi se našla u autu s njim. 
Kako bi pokazali lažnu solidarnost, Tony, Carmela, Christopher, Adriana, Tony B. i Quintina Blundetto stižu u Vesuvio, gdje se nalazi i Tonyjeva ekipa. Između Adriane i Christophera prisutna je vidljiva napetost, iako se čini kako se riješava. Vito im priđe i rukuje se s Christopherom, poželjevši mu ugodnu večer. Čini se kako su sve razmirice uglavnom riješene.

## Glavni glumci
- James Gandolfini kao Tony Soprano
- Lorraine Bracco kao dr. Jennifer Melfi
- Edie Falco kao Carmela Soprano
- Michael Imperioli kao Christopher Moltisanti
- Dominic Chianese kao Corrado Soprano, Jr.
- Steven Van Zandt kao Silvio Dante
- Tony Sirico kao Paulie Gualtieri
- Robert Iler kao A.J. Soprano
- Jamie-Lynn Sigler kao Meadow Soprano
- Aida Turturro kao Janice Soprano *
- Drea de Matteo kao Adriana La Cerva
- John Ventimiglia kao Artie Bucco
- Kathrine Narducci kao Charmaine Bucco
- Steve Buscemi kao Tony Blundetto

* samo potpis

### Gostujući glumci
| - Jerry Adler kao Hesh Rabkin - Rae Allen kao Quintina Blundetto - Andy Babiuk kao član The Chesterfield Kingsa - Mike Boise kao član The Chesterfield Kingsa - Carl Capotorto kao Little Paulie Germani - Max Casella kao Benny Fazio - Christian Corp kao Janet Petit - Joseph Costa kao dr. Fred Mosconi - David Deblinger kao dr. Rene Katz - William DeMeo kao Jason Molinaro - Robert Funaro kao Eugene Pontecorvo - Joseph R. Gannascoli kao Vito Spatafore - Lola Glaudini kao agentica Deborah Ciccerone-Waldrup - Dan Grimaldi kao Patsy Parisi - Hill Harper kao dr. Stokley Davenport | - Will Janowitz kao Finn DeTrolio - Joe Maruzzo kao Joe Peeps - Paul Morabito kao član The Chesterfield Kingsa - Paul Paglia kao Sicilijanac - Frank Pando kao agent Frank Grasso - Frank Pellegrino kao Frank Cubitoso - Greg Prevost kao član The Chesterfield Kingsa - Anthony Ribustello kao Dante Greco - Tony Siragusa kao Frankie Cortese - Jamie Sorrentini kao Mimi - Mia Troche kao djevojka iz Binga - Duke Valenti kao Corky DiGioia - Maureen Van Zandt kao Gabriella Dante - Frank Vincent kao Phil Leotardo - Karen Young kao agentica Sanseverino |

## Prva pojavljivanja
- Frankie Cortese: suradnik/vojnik u ekipi Soprano. On je jedan od dva tjelohranitelja koji obuzdavaju Christophera koji je došao u Bada Bing suočiti se s Tonyjem.

## Naslovna referenca
- Tony kaže Adriani da se boji da madež na njegovu ramenu izgleda "nepravilno oko rubova" ("irregular around the margins"), odnosno da je zabrinut još otkad mu je s čela uklonjen kancerogeni madež.

## Glazba
- Tijekom sastanka u Crazy Horseu, kad Adriana ulazi u sobu, svira "Beat Connection" LCD Soundsystema.
- Tijekom posljednje scene u restoranu svira "Chi il bel sogno di Doretta?" iz opere La rondine Giacoma Puccinija.

## Vanjske poveznice
- Irregular Around the Margins u internetskoj bazi filmova IMDb-a